# Tuifstädt
Tuifstädt ist ein kleiner, landwirtschaftlich geprägter Ortsteil des Marktes Bissingen im Landkreis Dillingen an der Donau an der Grenze zum Landkreis Donau-Ries. Dort befand sich die Feuerkugelstation Nr. 85 des Deutschen Zentrums für Luft- und Raumfahrt.
Bissingen liegt in Bayern im Regierungsbezirk Schwaben.

## Bevölkerungsentwicklung
- 2007: 30 Einwohner
- 2020: 18 Einwohner